# 三枝雲岱
三枝 雲岱（さいぐさ うんたい、文化8年〈1811年〉 - 明治34年〈1901年〉3月21日）は、日本の画人。本名は小野 太（おの ゆたか）。
甲斐国巨摩郡明野村浅尾新田（現・山梨県北杜市明野地区）で小野家の子として生まれた。14歳の時に蔵原村（現・北杜市高根町蔵原）の宝源寺三枝氏を継いだ。幼児より絵をたしなみ、甲府の画家竹村三陽（竹邨三陽）に師事し、その後京都に出て、日根対山に南宗画を学び、明治13年（1880年）3月、明治天皇山梨巡幸の際に「御嶽新道｣・｢玉堂富貴」2帖を作り献上した。
特に花鳥、中でも牡丹を描いたものが多い。山水画にもすぐれた作品があり、梅・蘭・百合・まつり・くちなし・桂花・水仙の七香に竹と石を配した「七香三友図」。川のほとりの秋景色を描いた「風月三昆」。冬の落葉林の中の一軒家を描いた「疎林孤亭」などの作品がある。また、南宗画のほか詩や書も極め、学問の道にも通じていた。

## 生涯
- 文化8年（1811年） - 巨摩郡明野村浅尾新田（現・山梨県北杜市明野地区）の小野元鼎の第三子として生まれる。諱は汰、字は淘之。
- 文政7年（1824年） - 巨摩郡蔵原村（現・北杜市高根町蔵原）の三光山宝原寺の修験者である錟啓法印の長女カネ（17歳）の入り婿となる。
- 文政11年（1828年） - 長男宗弘生まれる[注 1]。
- 天保3年（1832年）4月 - 義父、錟啓法印が62歳で引退し、宝原寺を相続する。名を宝源寺錟汰と改め、修験者として読経・祈祷・法要などの職にあたった。
- 天保4年（1833年） - 次男元周生まれる。この間に長女まさが生まれている[注 2]。
- 天保7年（1836年） - 三男鼎生まれる（天保9年に病没）。
- 天保10年（1839年）
  - 5月26日 - 妻カネが32歳で没。
  - 6月11日 - 養母が63歳で没。
  - 8月 - 巨摩郡下蔵原村（現北杜市高根町蔵原）の細田六郎兵衛の娘ゆうと再婚。
- 天保11年（1840年）12月 - 次女トラ生まれる。
- 天保12年（1841年）10月 - 養父の錟啓が71歳で没。
- 嘉永元年（1848年）秋 - 雪景山水図屏風を描く。
- 嘉永2年（1849年） - 長男宗弘、巨摩郡在家塚（現・南アルプス市在家塚）の林右衛門の娘（若尾逸平の妹）ちよと結婚。
- 嘉永5年（1852年）
  - 3月26日 - 隠宅[注 3]の普請をはじめる。　
  - 12月18日 - 隠宅に移り住む。
- 嘉永6年（1853年） - 8月18日から9月27日にかけて信陽地方（現・長野県佐久地域）を遊歴し、各地で揮毫・書画会に出席。
- 安政元年（1854年） - 末子基生まれる[注 4]。
- 安政4年（1857年）　
  - 師の竹村三陽没。
  - 梅雀図を描く。
- 安政5年（1858年）
  - 6月14日 - 宝原寺を宗弘に譲る。
  - 8月12日から10月25日にかけて信濃国伊那地方を遊歴する。
- 安政6年（1859年）
  - 8月10日 - 長男宗弘の長男宗啓が生まれる。
  - 夏 - 若神子村にある正覚寺の杉戸に梅・玉堂富貴・鶴・雁・山水・人物など28図を描く。
- 安政7年（1860年）冬 - 雪後暁行図を画く。
- 文久元年（1861年） - 2月18日から中京・奈良等に遊ぶ。途中、名古屋に岸派の画家木田華堂を訪ね、二泊して画談を交わしている。
- 文久2年（1862年）　
  - 都留郡谷村（現・都留市）に滞在し、書画会に出席、揮毫する。
  - 渓山雪霽図を描く。
- 文久3年（1863年） - 8月28日から11月6日ごろまで、市川（現・西八代郡市川三郷町）を遊歴する。
- 慶応元年（1865年）夏 - 若尾逸平のため月令花卉12幀を描く。
- 慶応2年（1866年）5月4日 - 長男宗弘没。享年39。雲岱が再び宝原寺の職を行うこととなる。
- 明治元年（1868年） - 玉堂富貴図を描く。
- 明治2年（1869年）　
  - 師の日根対山没。享年57。
  - 琴棋書画図を描く。
- 明治3年（1870年） - 明治新政府の方針により、神仏混淆を廃して宝原寺を愛宕神社と改め、雲岱は三枝性を名乗り、孫の宗啓が神官として奉仕することとなる。
  - 　天保九如図を描く。
- 明治4年（1871年） - 長男宗弘の妻ちよ没。享年45。
- 明治5年（1872年）8月 - 大小切騒動で農民に襲撃された若尾逸平を見舞う。
- 明治6年（1873年）3月 - 宗啓が神官を罷め、医学を学ぶために上京。
- 明治7年（1874年） - 雲岱が再び愛宕神社の祭事に奉仕し、比志神社・八幡神社等の神官も兼ねる。
- 明治13年（1880年）6月 - 明治天皇の山梨県行幸に際し、御嶽新道図・玉堂富貴図を献上する。
  - 松泉清□図を描く。
- 明治15年（1882年）
  - 10月 - 東京・上野公園で開かれた農商務省主催第一回内国絵画共進会に山水と玉堂富貴の二図を出品。
  - 長生富貴図を描く
- 明治17年（1884年）5月 - 竜地会主催の第二回巴里府日本美術縦覧会に牡丹の図を出品。
- 明治20年（1887年）
  - 7月21・22日 - 清春村（現・北杜市長坂町）の東照寺での書画会に出席、揮毫する。
  - 11月 - 谷村に赴き揮毫する。
- 明治21年（1888年）
  - 4月12日 - 甲府市金手町の尊躰寺の書画会に出席する。
  - 仙娥瀑布図を描く。
- 明治22年（1889年）2月4日 - 甲府市の公園地内望仙閣での書画会に出席する。
  - 四季香花図貼交屏風を描く。
- 明治23年（1890年） - 清秋間話・瀑鳴忘暑図を描く。
- 明治24年（1884年） - 山堂曾琴図・玉堂春富貴図を描く。
- 明治25年（1892年）4月24日 - 三男三枝基と孫宗啓が会主となって、三枝雲岱祝賀書画大会が望仙閣で開催される。
  - 富貴平安図・玉堂富貴図・江山暁雪図を描く。
- 明治26年（1893年）
  - 4月1日〜3日 - 若神子画会に出席揮毫する。
  - 10月1日 - 望仙閣で衣笠豪谷・木村香雨送別書画会が開催され、席上揮毫した。
  - 伏魔遵像・木蓮牡丹図を描く。
- 明治28年（1895年）5月 - 孫宗啓一家は製糸業拡大のため神奈川県高座郡藤沢大坂町に移転し、宗啓の娘てふが雲啓・ゆう夫婦のもとに留まり、その世話をする。
  - 四季香花図屏風を描く。
- 明治29年（1896年） - 高山雨後図・伏魔像・江山山水画を描く。
- 明治31年（1898年） - 雲岱の米寿の祝賀会が4月28日に蔵原の浄光寺鎧堂観音境内、11月13日に甲府の開峡楼で開かれる。
  - 秋山晩景図・松牡丹図を描く。
- 明治32年（1899年） - 富貴玉堂図を描く。
- 明治33年（1900年） - 皇太子（後の大正天皇）の婚儀を祝し、歳寒三友図を献上する。
- 明治34年（1901年）3月21日 - 病没。享年91。

## 功績の顕彰

### 雲岱顕彰碑の建立
明治38年（1905年）2月10日、雲岱顕彰碑建立のため、若尾逸平を発起人とする舞鶴公園内使用願が山梨県知事宛に提出された。
雲岱の知友、門弟、遺族らがその事跡を後世に伝えるために基金を募り、碑を舞鶴公園内に建てることを計画したが、県の許可がおりず甲府・長禅寺境内に建てられ、現在は北杜市須玉町若神子の東漸寺境内にある。
同年4月16日から22日まで山梨県会議事堂で開催された山梨絵画協会第一回絵画展覧会に雲岱の作品が出展された。

### 雲岱先生退筆之塚の建立

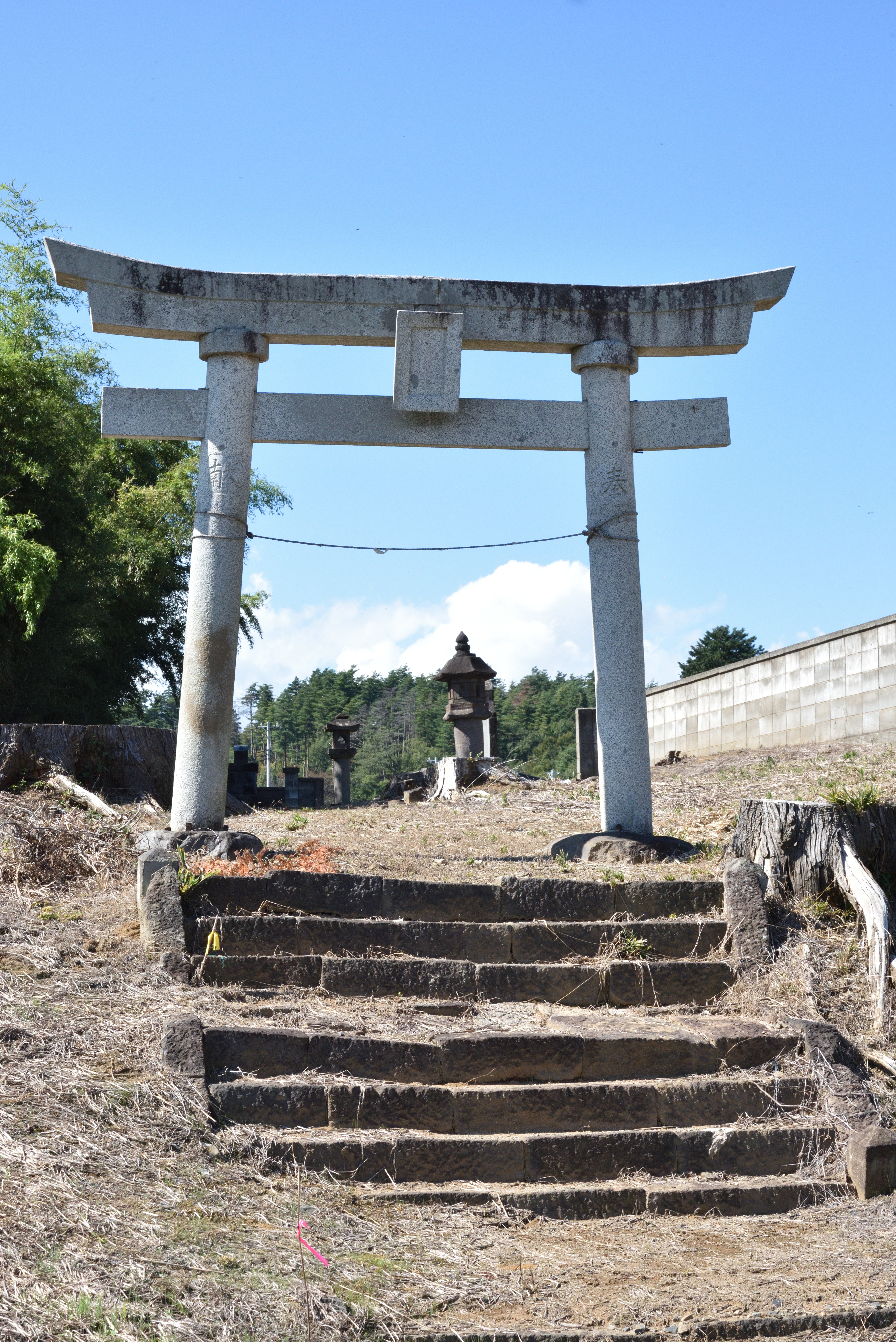
愛宕神社跡

大正11年（1922年）10月　門人である八巻九萬と日向彦四郎、孫三枝宗啓、三男三枝基が、愛宕神社境内に雲岱先生退筆之塚を建立した。この場所は雲岱の自邸跡の西側にあたり、雲岱の画室・崇山修竹楼のあった場所であろうと考えられる。

### 企画展の開催
- 昭和36年（1961年）11月3日〜5日 - 郷土先人顕彰会主催の三枝雲岱遺作展覧会が山梨県民会館で開催。
- 昭和58年（1983年）11月2日〜3日 - 高根町文化協会により、第18回高根町文化祭で特別展・三枝雲岱展開催。
- 昭和59年（1984年）11月2日〜3日 - 明野村教育委員会・明野村文化協会の主催により、明野村中央公民館で河内雅渓・三枝雲岱展が開催され、紅葉雀鳥瓜図・雪屋寒林図・玉堂富貴図・御嶽新道秋色図などが出品された。

## 正覚寺の杉戸絵
雲岱は安政6年（1859年）に山梨県北杜市須玉町若神子にある陽谷山正覚寺の依嘱により、庫裏の杉戸に、梅・玉堂富貴・鶴・雁・山水・人物などの28図を描いている。

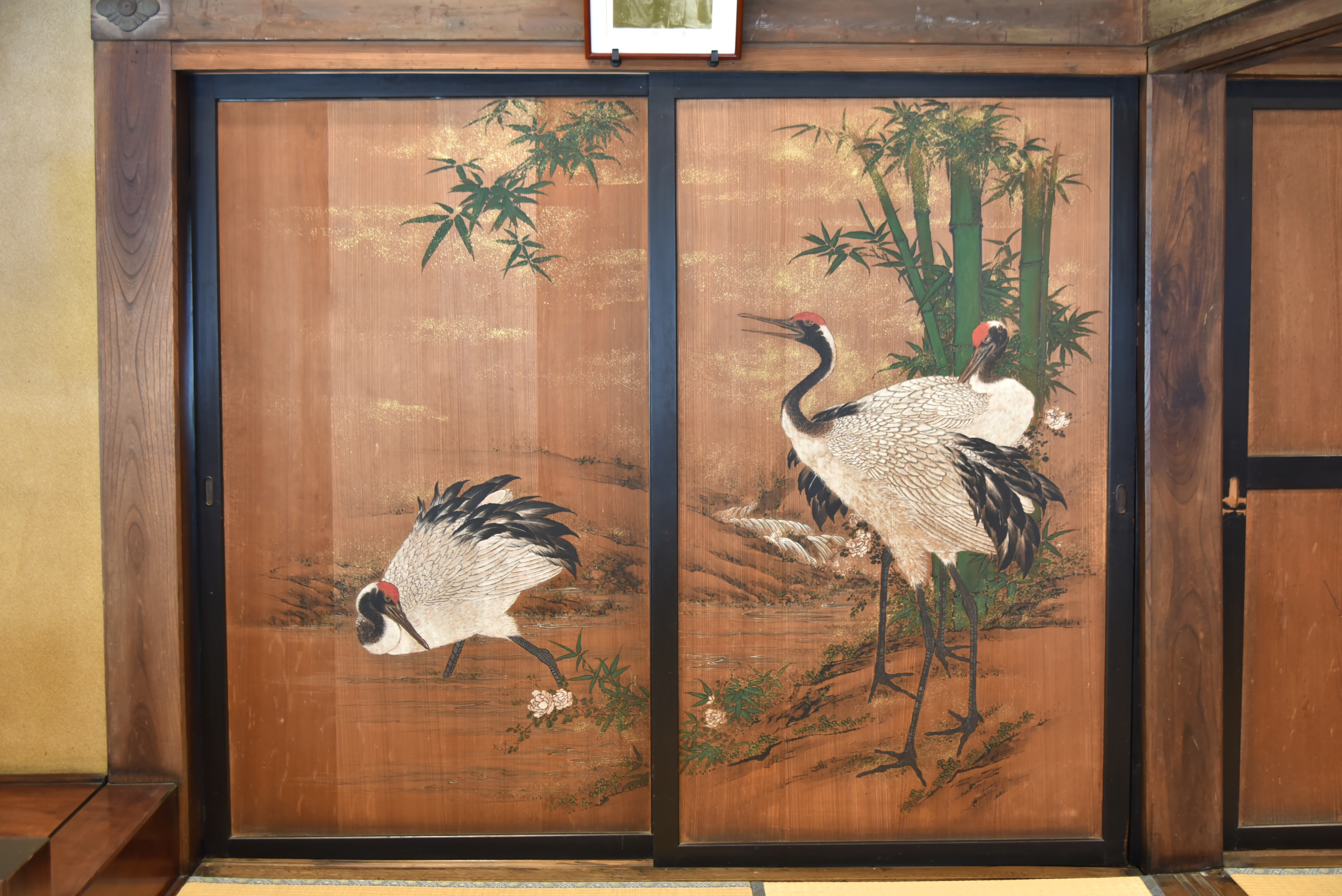
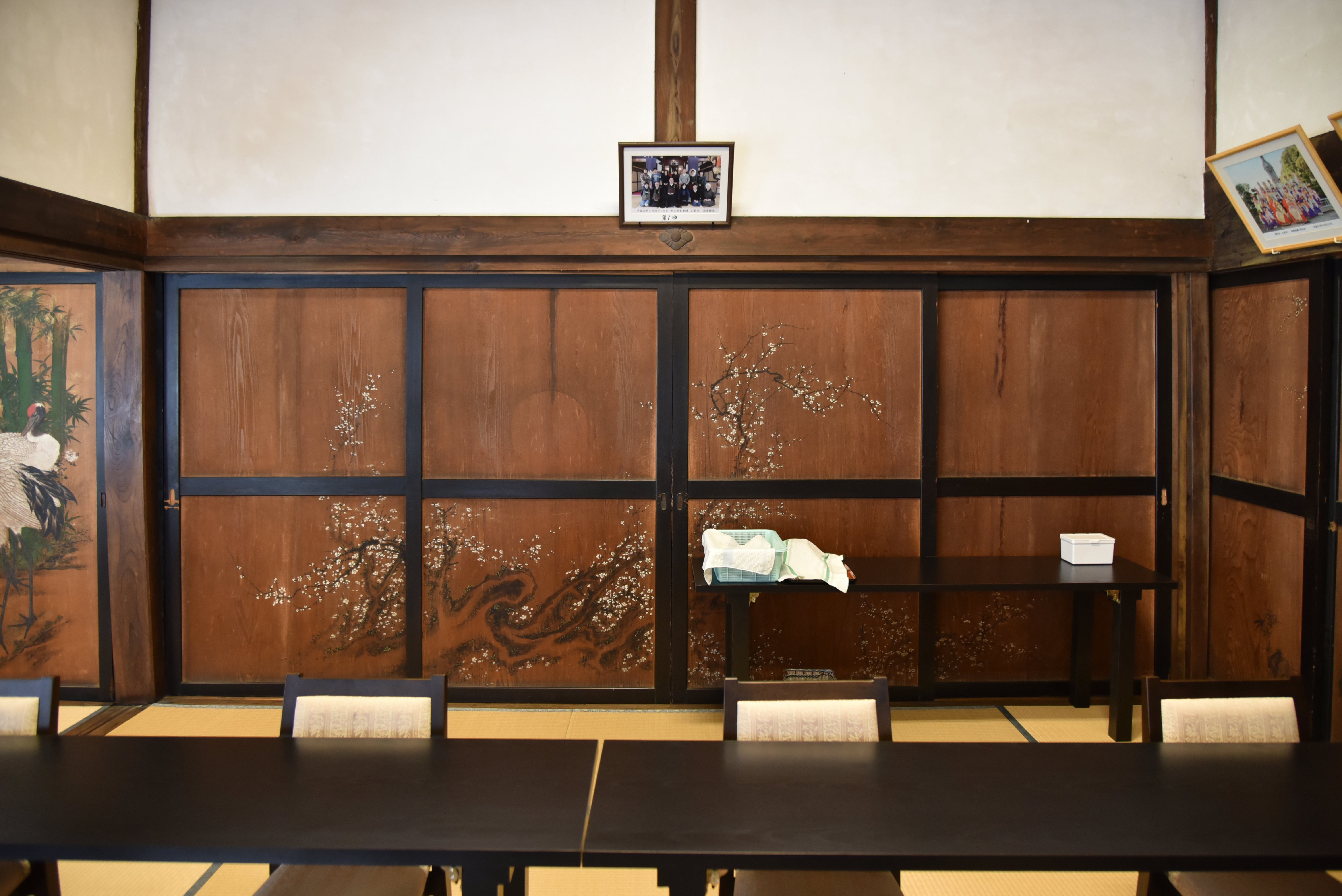
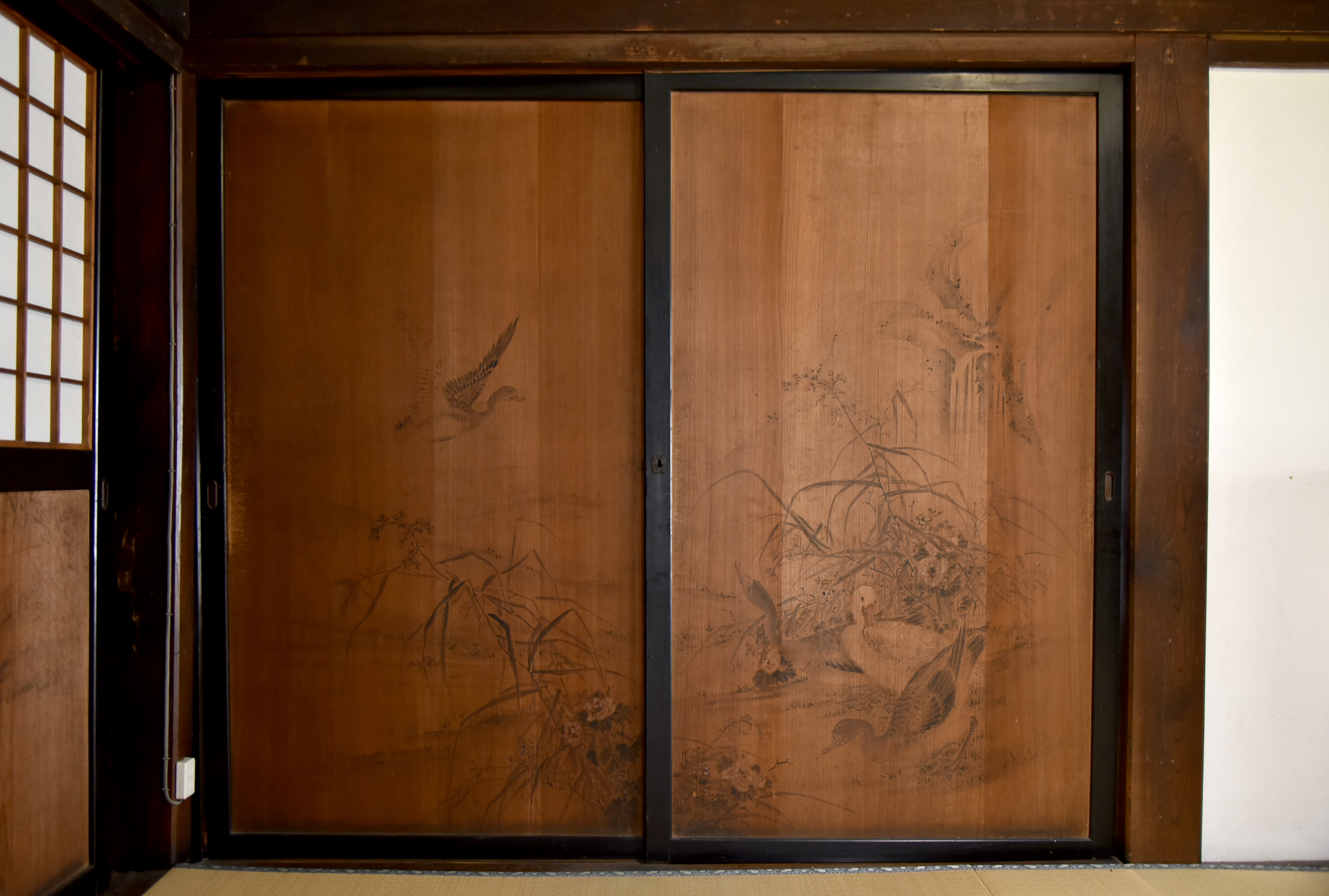
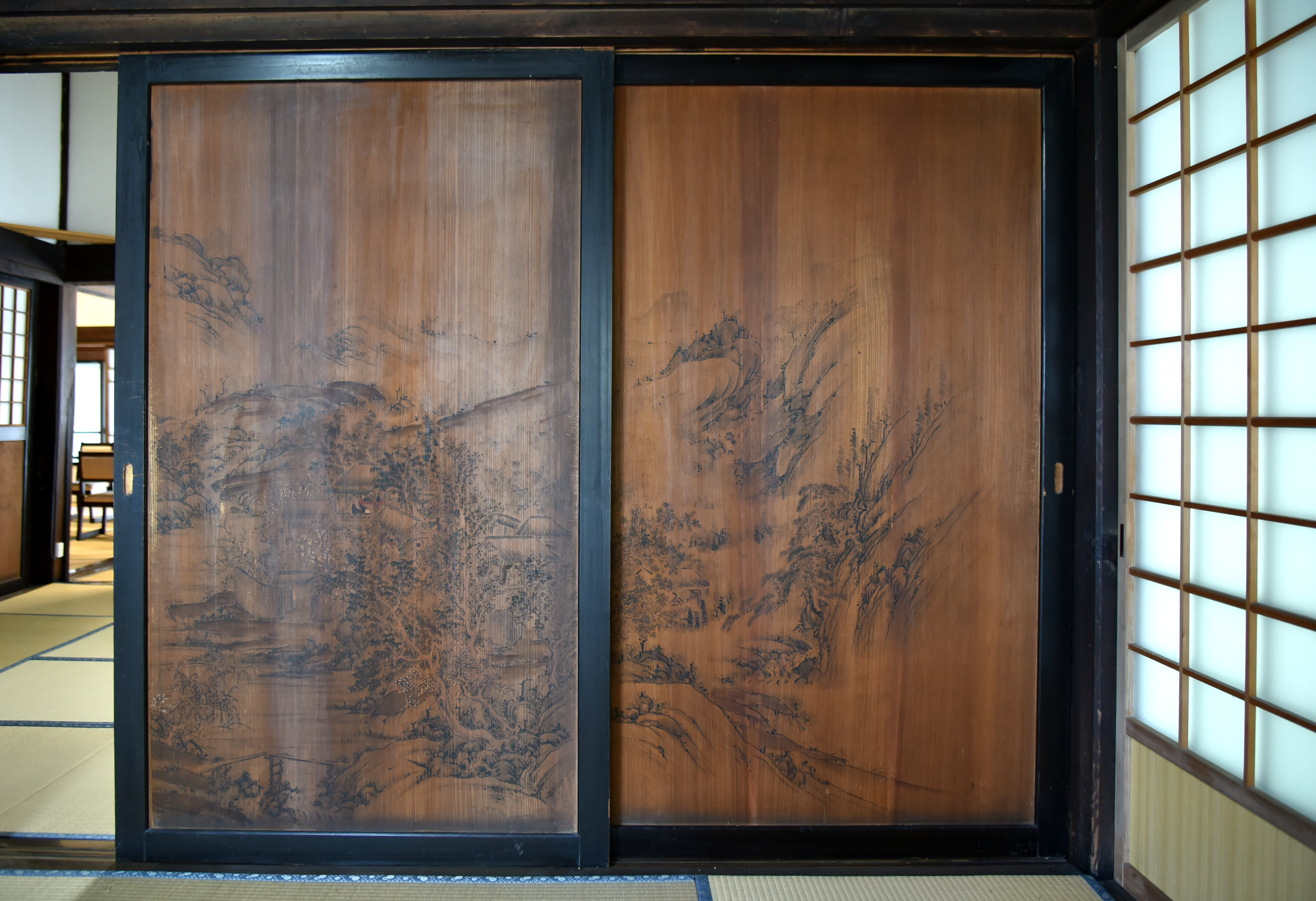
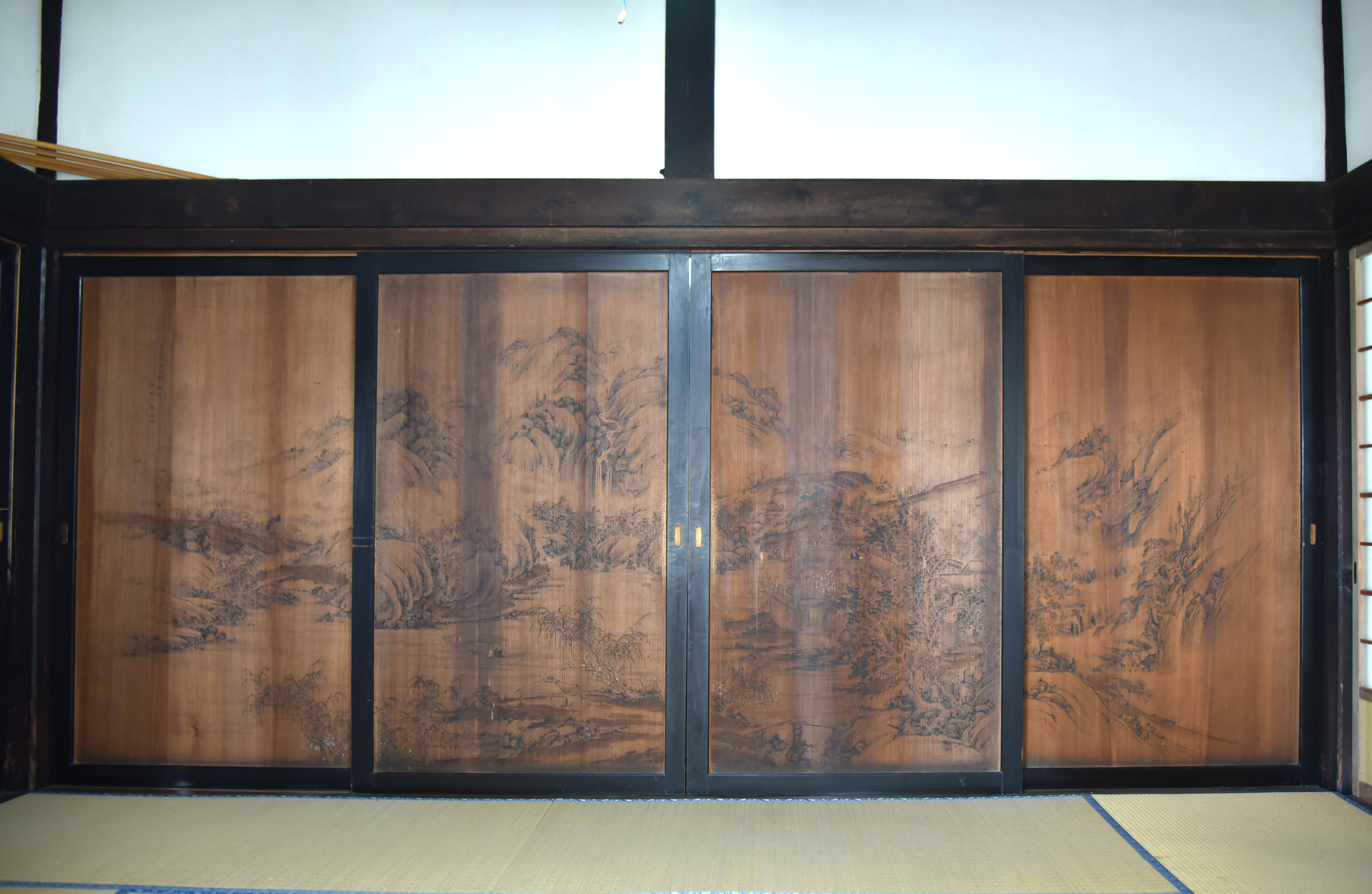
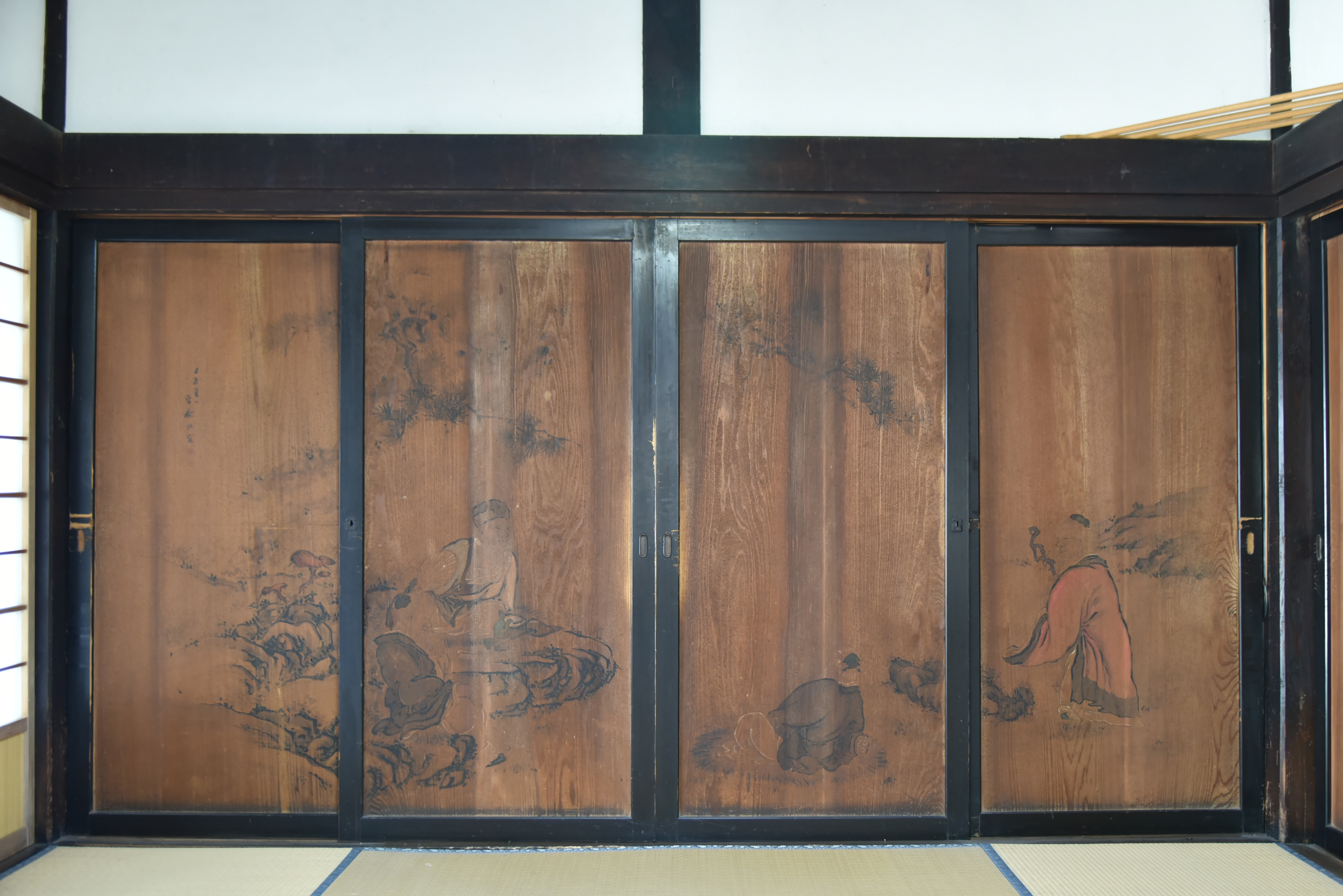
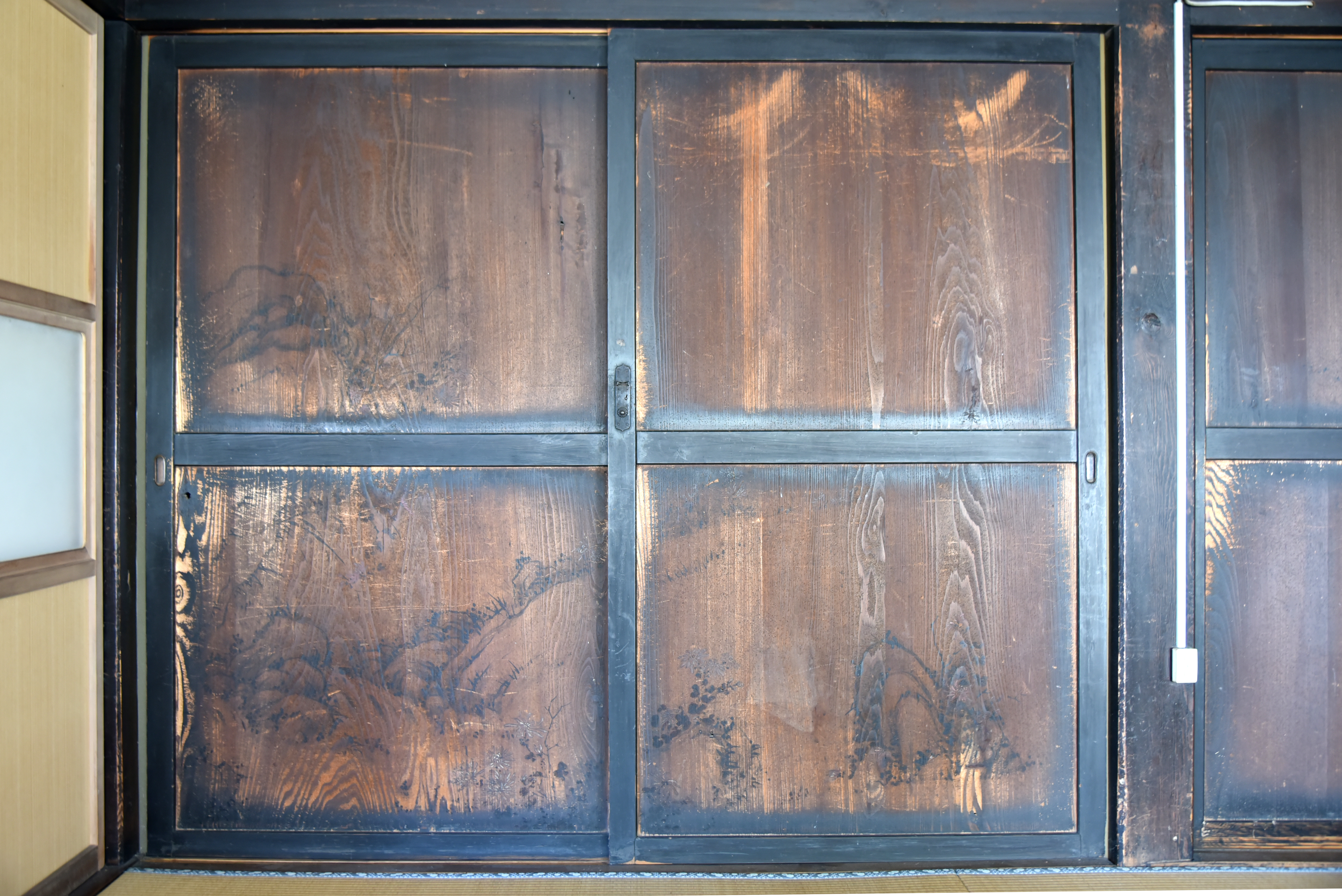

- 書院　鶴図・蘆雁図
- 方丈之間　楼閣山水図・高士図
- 侍者之間　山水図・玉堂富貴図